# Deceuninck–Quick-Step/2019
Deze pagina geeft een overzicht van de Deceuninck–Quick-Step UCI World Tour wielerploeg in 2019.

## Algemeen
Algemeen manager: Patrick Lefevere
Teammanager: Wilfried Peeters
Ploegleiders: Davide Bramati, Brian Holm, Klaas Lodewyck, Tom Steels, Geert Van Bondt en Rik Van Slycke
Fietsmerk: Specialized

## Renners
| Naam                  | Geboortedatum | Nationaliteit       | Ploeg 2018                          |
| --------------------- | ------------- | ------------------- | ----------------------------------- |
| Julian Alaphilippe    | 11-06-1992    | Frankrijk           |                                     |
| Kasper Asgreen        | 08-02-1995    | Denemarken          |                                     |
| Rémi Cavagna          | 10-08-1995    | Frankrijk           |                                     |
| Eros Capecchi         | 13-06-1986    | Italië              |                                     |
| Tim Declercq          | 21-03-1989    | België              |                                     |
| Dries Devenyns        | 22-07-1983    | België              |                                     |
| Remco Evenepoel       | 25-01-2000    | België              | -                                   |
| Philippe Gilbert      | 05-07-1982    | België              |                                     |
| Álvaro Hodeg          | 19-09-1996    | Colombia            |                                     |
| Mikkel Frølich Honoré | 21-01-1997    | Denemarken          | Team Virtu Cycling (tot 1 augustus) |
| Fabio Jakobsen        | 31-08-1996    | Nederland           |                                     |
| Bob Jungels           | 22-09-1992    | Luxemburg           |                                     |
| Iljo Keisse           | 21-12-1982    | België              |                                     |
| James Knox            | 04-11-1995    | Verenigd Koninkrijk |                                     |
| Yves Lampaert         | 10-04-1991    | België              |                                     |
| Davide Martinelli     | 31-05-1993    | Italië              |                                     |
| Enric Mas             | 07-01-1995    | Spanje              |                                     |
| Maximiliano Richeze   | 07-03-1983    | Argentinië          |                                     |
| Michael Mørkøv        | 30-04-1985    | Denemarken          |                                     |
| Fabio Sabatini        | 18-02-1985    | Italië              |                                     |
| Florian Sénéchal      | 10-07-1993    | Frankrijk           |                                     |
| Pieter Serry          | 21-11-1988    | België              |                                     |
| Zdeněk Štybar         | 11-12-1985    | Tsjechië            |                                     |
| Petr Vakoč            | 11-07-1992    | Tsjechië            |                                     |
| Elia Viviani          | 07-02-1989    | Italië              |                                     |

### Vertrokken
| Naam                  | Geboortedatum | Nationaliteit | Ploeg 2019        |
| --------------------- | ------------- | ------------- | ----------------- |
| Laurens De Plus       | 04-09-1995    | België        | Team Jumbo-Visma  |
| Fernando Gaviria      | 19-08-1994    | Colombia      | UAE Team Emirates |
| Jhonatan Narvaez      | 04-03-1997    | Ecuador       | Team Sky          |
| Maximilian Schachmann | 09-01-1994    | Duitsland     | BORA-hansgrohe    |
| Niki Terpstra         | 18-05-1984    | Nederland     | Direct Énergie    |

## Overwinningen
| Nationale kampioenschappen wielrennen Argentinië - wegwedstrijd: Maximiliano Richeze Denemarken - tijdrit: Kasper Asgreen Denemarken - wegwedstrijd: Michael Mørkøv Luxemburg - tijdrit: Bob Jungels Luxemburg - wegwedstrijd: Bob Jungels Nederland - wegwedstrijd: Fabio Jakobsen Europese kampioenschappen wielrennen Wegwedstrijd: Elia Viviani Tijdrijden: Remco Evenepoel Tour Down Under 1e etappe: Elia Viviani Cadel Evans Great Ocean Road Race Elia Viviani Ronde van San Juan 2e etappe: Julian Alaphilippe 3e etappe (ITT): Julian Alaphilippe Jongerenklassement: Remco Evenepoel Tour Colombia 2e etappe: Álvaro Hodeg 4e etappe: Bob Jungels 5e etappe: Julian Alaphilippe Puntenklassement: Julian Alaphilippe Ronde van de Provence 3e etappe: Philippe Gilbert Ronde van de Algarve 1e etappe: Fabio Jakobsen 5e etappe: Zdeněk Štybar Bergklassement: Tim Declercq UAE Tour 5e etappe: Elia Viviani Puntenklassement: Elia Viviani Omloop Het Nieuwsblad Zdeněk Štybar Kuurne-Brussel-Kuurne Bob Jungels Le Samyn Florian Sénéchal Strade Bianche Julian Alaphilippe Tirreno-Adriatico 2e etappe: Julian Alaphilippe 3e etappe: Elia Viviani 6e etappe: Julian Alaphilippe | Milaan-San Remo Julian Alaphilippe E3 Harelbeke Zdeněk Štybar Ronde van het Baskenland 2e etappe: Julian Alaphilippe Scheldeprijs Fabio Jakobsen Parijs-Roubaix Philippe Gilbert Ronde van Turkije 3e etappe: Fabio Jakobsen Waalse Pijl Julian Alaphilippe Ronde van Californië 2e etappe: Kasper Asgreen 3e etappe: Rémi Cavagna 4e etappe: Fabio Jakobsen Puntenklassement: Kasper Asgreen Hammer Series Stavanger Sprintwedstrijd: *1) Ronde van Noorwegen 2e etappe: Álvaro Hodeg Hammer Series Limburg Klimwedstrijd: *2) Sprintwedstrijd: *2) Eindklassement: *3) Ronde van België 2e etappe: Remco Evenepoel Eindklassement: Remco Evenepoel Puntenklassement: Remco Evenepoel Critérium du Dauphiné 6e etappe: Julian Alaphilippe Bergklassement: Julian Alaphilippe Ronde van Zwitserland 4e etappe: Elia Viviani 5e etappe: Elia Viviani 8e etappe (ITT): Yves Lampaert Heistse Pijl Álvaro Hodeg | Ronde van Frankrijk 3e etappe: Julian Alaphilippe 4e etappe: Elia Viviani 13e etappe (ITT): Julian Alaphilippe Prijs van de Strijdlust: Julian Alaphilippe Adriatica Ionica Race 1e etappe: Álvaro Hodeg 3e etappe: Remco Evenepoel 4e etappe: Álvaro Hodeg Puntenklassement: Álvaro Hodeg Ploegenklassement: *4) Clásica San Sebastián Remco Evenepoel RideLondon Classic Elia Viviani BinckBank Tour 5e etappe: Álvaro Hodeg EuroEyes Cyclassics Elia Viviani Ronde van Spanje 4e etappe: Fabio Jakobsen 12e etappe: Philippe Gilbert 17e etappe: Philippe Gilbert 19e etappe: Rémi Cavagna 21e etappe: Fabio Jakobsen Ronde van Duitsland 3e etappe: Kasper Asgreen Ploegenklassement: *5) Kampioenschap van Vlaanderen Jannik Steimle Ronde van Slowakije 4e etappe: Elia Viviani Eindklassement: Yves Lampaert Ronde van het Münsterland Álvaro Hodeg Ronde van Guangxi 4e etappe: Enric Mas Eindklassement: Enric Mas Jongerenklassement: Enric Mas |  |

*1) Ploeg Hammer Series Stavanger: Evenepoel, Hodeg, Lampaert, Martinelli, Vakoč
*2) Ploeg Hammer Series Limburg: Evenepoel, Jakobsen, Lampaert, Martinelli, Mørkøv
*3) Ploeg Hammer Series Limburg: Devenyns, Evenepoel, Jakobsen, Lampaert, Martinelli, Mørkøv
*4) Ploeg Adriatica Ionica Race: Evenepoel, Gilbert, Hodeg, Honoré, Knox, Martinelli, Sénéchal
*5) Ploeg Ronde van Duitsland: Alaphilippe, Asgreen, Evenepoel, Lampaert, Mas, Serry
Mannen:   2003 · 2004 · 2005 · 2006 · 2007 · 2008 · 2009 · 2010 · 2011 · 2012 · 2013 · 2014 · 2015 · 2016 · 2017 · 2018 · 2019 · 2020 · 2021 · 2022 · 2023 · 2024 · 2025
Vrouwen:   2019 · 2020 · 2021 · 2022 · 2023 · 2024 · 2025
AG2R-La Mondiale · Astana Pro Team · Bahrain-Merida · BORA-hansgrohe · CCC Team · Deceuninck–Quick-Step · EF Education First · Groupama-FDJ · Lotto Soudal · Mitchelton-Scott · Movistar Team · Team Dimension Data · Team Jumbo-Visma · Team Katjoesja Alpecin · Team INEOS (Team Sky) · Team Sunweb · Trek-Segafredo · UAE Team Emirates